# Foresta di pietra

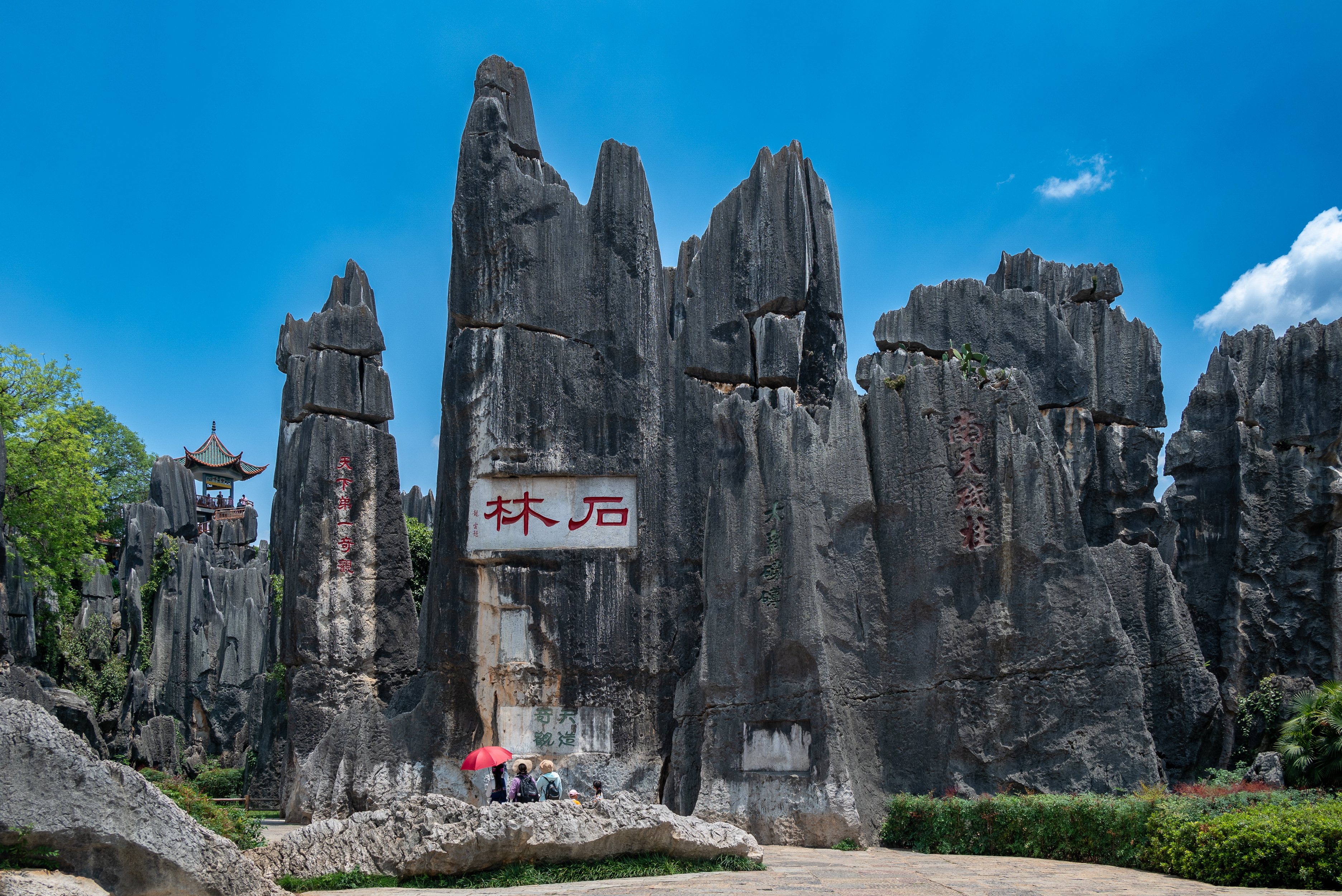
Entrata principale della foresta di pietra

La foresta di pietra o Shilin (石林S, shílínP, 石, shí significa "pietra", 林, lín "foresta") è un importante raggruppamento di formazioni calcaree situate nella contea autonoma Yi di Shilin, provincia dello Yunnan, nella Repubblica Popolare Cinese, vicino Shilin e a circa 120 km dal capoluogo Kunming. Le rocce alte sembrano uscire dalla terra come delle stalagmiti, con molti che sembrano alberi pietrificati, creando così l'illusione di una foresta di pietra. Dal 2007, due parti del sito, la Nǎigǔ shílín (乃古石林) e il Suǒgèyì cūn (所各邑村, letteralmente "villaggio Suogeyi"), sono state proclamate patrimonio dell'umanità dall'UNESCO come parte del paesaggio carsico della Cina meridionale. Il sito è classificato come un sito turistico di classe AAAAA.

## Caratteristiche

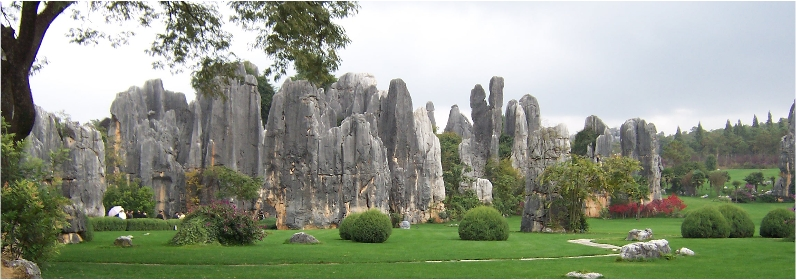
Shilin

La Shilin National Scenic Area (昆明市石林风景区) copre un'area di 350 kmq ed è divisa in sette aree sceniche come segue:
- Greater & Lesser Stone Forests (大、小石林) - conosciute anche come Lizijing Stone Forest (李子菁石林)
- Foresta di pietra Naigu (乃古石林)
- Caverna Zhiyun (芝云洞)
- Lago Zhang (长湖 letteralmente Lago Lungo)
- Lago Yue (月湖 letteralmente Lago Luna)
- Cascate Dadie (大叠水)
- Caverna Qifeng (奇峰洞)

Si crede che queste formazioni, causate dall'erosione del calcare, abbiano 270 milioni di anni e sono un'attrazione turistica sia per i turisti stranieri che per i turisti locali, con dei tour che portano i turisti da Kunming con bus turistici. È anche presente un buon numero di hotel in quell'area.

## Cultura
Secondo la leggenda, la foresta è il luogo di nascita di Ashima (阿诗玛), una bellissima ragazza del Popolo Yi. Dopo che si innamorò, le fu proibito di sposare il corteggiatore che aveva scelto e al contrario, il suo rifiuto la trasformarono in una pietra nel mezzo di una foresta che mantiene ancora oggi il suo nome. Ogni anno il giorno del sesto mese lunare, molte persone Yi celebrano il Festival delle Torce (火把节 Huǒbă Jié), che comprende danze tradizionali e competizioni di lotta.